# Base aérienne de Hvardiïske
La base aérienne de Hvardiïske, ou en russe de Gvardeïskoïe, est une base militaire située près de la ville de Hvardiïske, en Crimée.

## Localisation
La base aérienne est située dans centre de la Crimée, proche de la petite ville de Hvardiïske.

## Histoire
Jusqu'en 1945 le lieu porte le nom de Sarabouz (en russe : Сарабуз). Le terrain d'aviation a été créé dans les années 1930 pour une escadrille d'entraînement équipée de Polikarpov Po-2.
Pendant la Seconde Guerre mondiale la base aérienne sert au Jagdgeschwader 77.
Après l'effondrement de l'Union soviétique en 1991, le terrain d'aviation militaire se trouve sur le territoire de l'Ukraine. Un accord conclu en février 1997 entre la Russie et l'Ukraine permet à l'aviation de continuer à utiliser la base.
Y est stationné :
- de la 27e division d'aviation mixte (Sébastopol-Belbek)
  - le 37e régiment d'aviation mixte (Hvardiïske), un escadron : Su-24 M/SVP-24/MR ; un escadron : Su-25 SM (à partir de 2019)[1].

Le 16 août 2022, durant l'invasion de l'Ukraine par la Russie une attaque ukrainienne détruit une  douzaine d'avions russes.